# 名古屋市交通局1600形電車

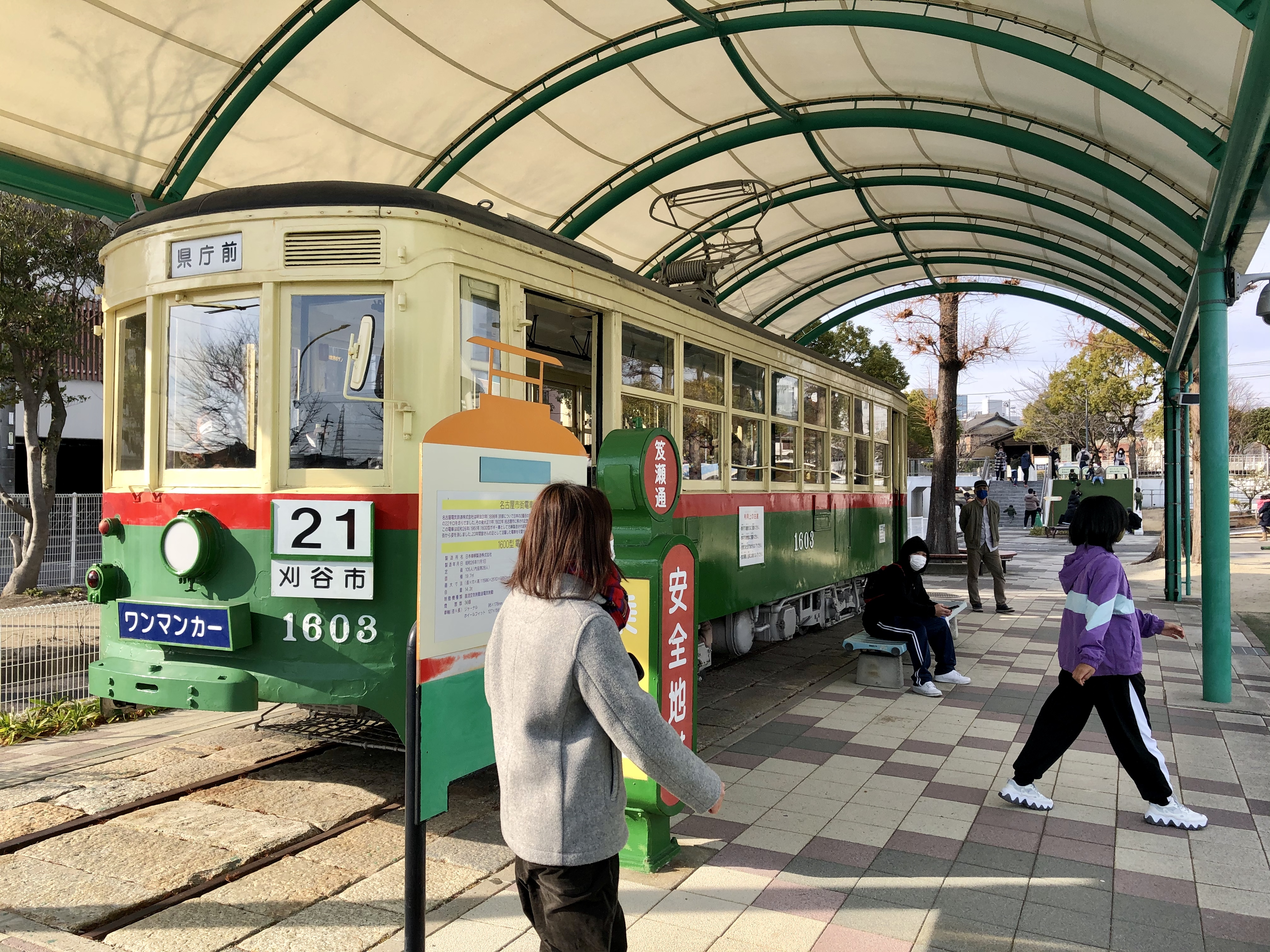
刈谷市交通児童遊園で保存されている1603号

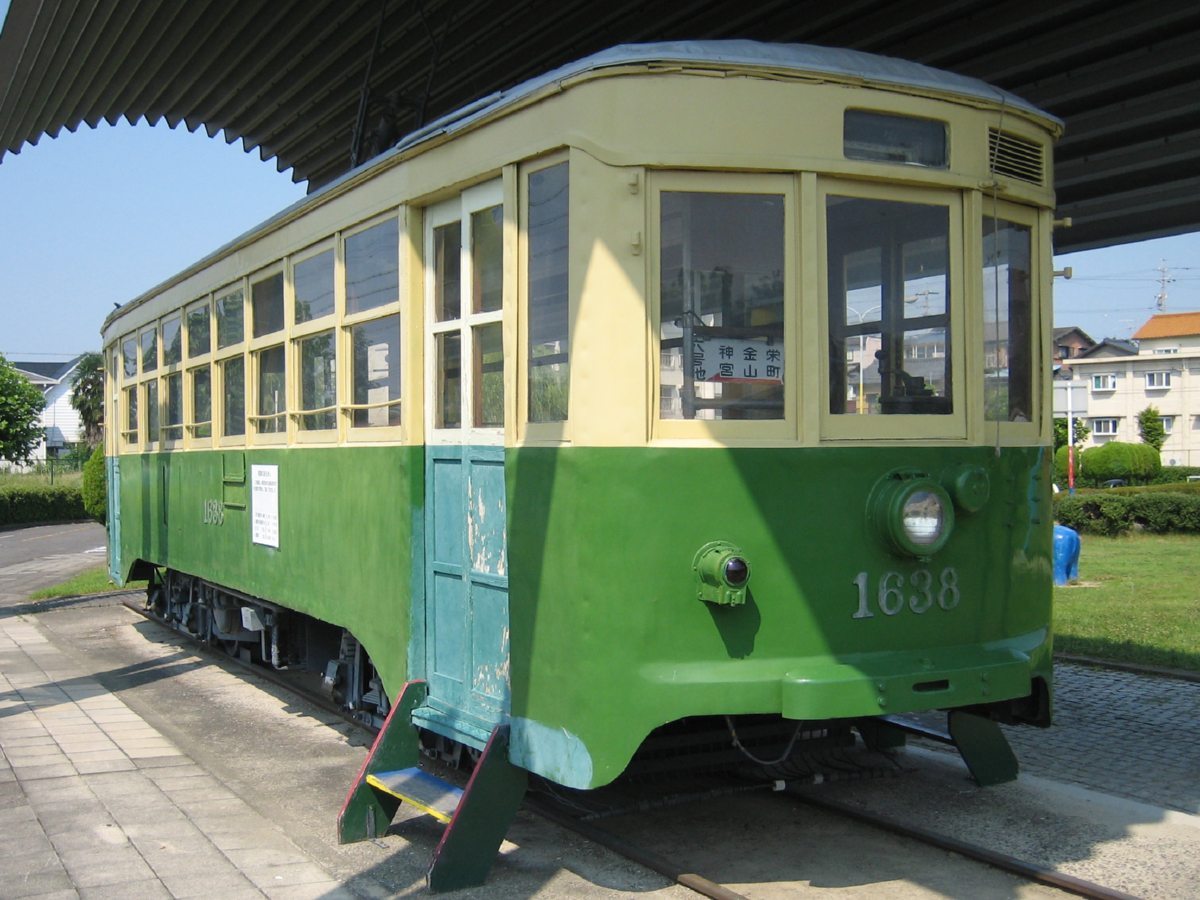
春日井市交通児童遊園で保存されていた1638号（2008年（平成20年）7月・解体済み）

名古屋市交通局1600形電車は、かつて名古屋市交通局（名古屋市電）が保有していた路面電車車両である。旧型ボギー車や老朽化した単車を一掃する目的で製造された。本形式は改造により、日本初の路面電車によるワンマンカーとして運用された。

## 概要
1600形は1950年（昭和25年）12月に最初の15両が投入され、翌1951年（昭和26年）9月までに合計76両が、日本車輌製造・新潟鐵工所・日立製作所・愛知富士産業の4社で製造された。
1400形以来の流れを汲む12m級の中型車で、スタイルは1500形と基本的には同様だが、中央扉を無くした片側2扉となったことが最大の特徴である。側面窓配置1D8D1、2段上昇窓で扉は2枚引戸となっていた。前面は3枚窓で、中央窓上に方向幕を、右窓上に通風口を装備し、窓下に前灯と車番を取り付けていた。足回りは50PSモーター（一部は45PS）を2基装備し、KS40Jまたはブリル76E2類似のコピー台車を履いていた。
性能的には1400形や1500形に準じていたが、ワンマン化改造後の晩年は他形式との扉配置の違いなどにより、乗務員からは嫌われていたと言われる。

## 運用
新造直後は沢上・高辻・港・下之一色の4車庫に配置された。主に市南部の系統を中心にしながらも、中心部や北部まで乗り入れる系統もあったため、市内のほぼ全域で運用された。
下之一色車庫配置の車両は1954年（昭和29年）2月から、合理化を目的として、路面電車では日本初となるワンマン運行を行った。
ワンマン運行は1965年（昭和40年）からは全系統に拡大されていくが、本形式は元来ワンマン化には適さない扉配置（両端2扉）のために、全車改造には至らなかった。また改造された車両も、乗務員からは「10mも離れている後部扉は、ミラーによる確認がしにくい」と嫌われていたとされる。1971年（昭和46年）からツーマン車の廃車が始まり、ワンマン改造車も1972年（昭和47年）3月に、路線の全廃を待たずして、全車が廃車された。

## 改造
単線運転用設備設置
全線単線・タブレット閉塞運転の下之一色線で運用するための設備で、外観上では正面左窓上に取り付けられた2灯の「後続車確認標識灯」が特徴的である。下之一色車庫（後に港車庫下之一色分所）所属の17両（1650 - 1660、1671 - 1676）が改造された。
ワンマン化改造（初期・通称「一色ワンマン」）
前述の下之一色線ワンマン運行開始に伴い、1954年（昭和29年）に下之一色車庫所属の17両（車号は単線運転用設備設置改造車と同一）がワンマン化改造された。ワンマン操作卓はオルガンタイプと呼ばれる大型の機器が設置され、外観ではワンマン車を区別する赤帯が車体全周に巻かれたが、正面のワンマン表示器は設置されなかった。
ワンマン化改造（後期・通称「標準ワンマン」）
ワンマン運行の全系統への拡大に伴って、1969年（昭和44年）に15両（1601 - 1615）が改造された。改造内容は他形式と同様のいわゆる「標準ワンマン」で、ワンマン操作卓は小型のものが装備され、大型ワンマン表示器の設置や車番の小型化・移設も、改造当初より行われている。
ワンマン化改造においては、初期・後期ともに他都市のワンマン化改造車に見られる扉の移設改造は行われず、扉配置は製造以来一貫して両端2扉のままであった。

## 保存車・譲渡車
本形式は他都市・他社への譲渡は行われなかった。
1603号がワンマン車の姿で刈谷市交通児童遊園（愛知県刈谷市）にて保存されている。また、1638号がツーマン車の姿で春日井市交通児童遊園に保存されていたが、老朽化により2009年（平成21年）に解体された。

## 車両諸元
- 車長：11586mm
- 車高：3334mm
- 車幅：2360mm
- 定員：70名
- 自重：14.0t
- 台車：
  - ブリル76E2の類似コピー品（1601 - 1645、1671 - 1676）
  - KBD型（1646 - 1660）
  - 住友KS40J（1661 - 16700）
- 電動機：50PS（36.8kW）×2[注釈 7]
- 製造：
  - 日本車輌製造（1601 - 1625）
  - 新潟鉄工所（1626 - 1635）
  - 愛知富士産業（1636 - 1645、1671 - 1676）
  - 日立製作所（1646 - 1670）